# Narsalik
Narsalik (zastarale Narssalik) je zaniklá osada v Grónsku v kraji Sermersooq. Nachází se na stejnojmenném ostrově, asi 46 km jihovýchodně od Paamiutu a 66 km severozápadně od Arsuku. Při největším rozkvětu kolem roku 1970 žilo v Narsaliku asi 81 obyvatel, zanikl v roce 1996, když se poslední 3 obyvatelé odstěhovali. Obyvatelé se odstěhovali kvůli vymizení tresek z oblasti.